# Famille de L'Hôpital
La famille de L'Hôpital, que l'on trouve sous les formes Lospital, Lhospital, est une famille d'ancienne extraction sur neuf générations à la réformation de 1669.

## Origines
Le sceau apposé en 1306 par Pierre de L'Hôpital est de gueules au coq d'argent. Ce blason est identique à celui de la famille Gallucio de Lospital, duc de Vitry.
Si les personnages sont apparentés, l'interprétation de l'évolution possible d'une branche cadette bretonne peut expliquer le changement du blason ultérieur comme une brisure de l'original.

## Généalogie
- Première mention de la famille par Pierre de L'Hôpital, en 1306, qui donne une quittance de 30 sous aux exécuteurs testamentaires du Duc Jean II de Bretagne, pour des pierres taillées.
- Pierre et Jean de L'Hôpital, écuyers, donne une quittance à Jean Chauvel, Trésorier des Guerres, les 21 mars et 18 janvier 1347[2].
- Eliot de L'Hôpital, seigneur de la Rouardaye. Il ratifie le traité de Guérande le 14 juin 1381 à Redon[3].
  - Jeanne de L'Hôpital, marié à 6 mai 1396 à Geoffroy de Bruc  seigneur de Bruc[4].
  - Pierre de L'Hôpital, Président et Juge universel de Bretagne de 1403 à 1444, seigneur de la Rouardaye, marié à Perrine de Muzillac  dont enfant suivant, puis en secondes noces avec Sybille de Montbourcher .
    - François de L'Hôpital, seigneur de la Rouardaye et d'Escoublac, Aveu de 1445 et 1476 pour Escoublac, Aveu de 1464 et 1481 pour la Rouardaye, épouse Marguerite Chauvin. Il est présent à la montre de 1481 à Vannes avec les archers Guillaume Michel et Guillaume Belesve
    - Jeanne de L'Hôpital, épouse de Jean de Goyon, seigneur du Lude et de Kaesden[5].

### XVIe
- Poncet de L'Hôpital (-1528), seigneur de la Rouardaye et d'Escoublac en 1506, marié à Marguerite du Houx.
- Jeanne de Lospital mariée à Jean du Dreseuc . Jeanne possède 13 œillets de saline en 1543[6].
  - Christophe de L'Hôpital, seigneur de la Rouardaye en 1536 (réformation), seigneur d'Escoublac en 1543, sans postérité.
  - Gilles de L'Hôpital, Chevalier de l'Ordre du Roi, Commandant les gentilshommes de l'évêché de Nantes en 1543, seigneur de la Rouardaye, de Bellair et de la Seilleraye, marié à Jeanne Cadio.
    - Julien de L'Hôpital, seigneur de la Rouaudaye et de Billair, rend aveu à l'Abbaye de Redon en 1586, pour ses terres et manoir de la Rouaudaye : ses garennes, colombier, moulins[7]....
    - Michelle de L'Hôpital, mariée à Louis de Rohan (-1584) , seigneur du Poulduc et du Hanlix, le 17 décembre 1577[8].
- Missire Claude de L'Hospital, recteur de Saint-Vincent-sur-Oust et de Marzan, doyen de Rochefort en 1575[9]
- Guillaume de L'Hospital[9]

### XVIIe
- Jean de L'Hospital, écuyer, sieur de Billair, époux de Renée Troussier.
  - Jeanne de L'Hospital née le 28 août 1603[10].
- Guillaume de L'Hôpital, seigneur de la Rouardais, marié à Françoise Gouro. Ils eurent plusieurs enfants, de 1645 à 1655.
  - François de L'Hôpital, seigneur de la Rouardais, Écuyer, marié à Anne Marcadé.
- Jean de l'Ospital, seigneur de la Rouardaye, Billair, Kergarian[11]
- Jean François de L'Hôpital, chevalier, seigneur de la Rouardais et de Billair, époux de Esther Uzille († 1726, au Brossay)[12].

## Blason
| Blason | |
| ------ | --- |
|        | Famille de l'Hôpital D'argent à une bande de gueules chargée d'un coq d'argent, becqué, membré, barbé d'or, accompagnée en chef d'une merlette de sable.           |
|        | Famille de l'Hôpital D'argent à la bande de gueules, chargée d'un coq d'argent, membré et crêté de gueules, accostée vers le chef d'une merlette de sable.         |
|        | Famille de l'Hôpital D'argent, à la bande de gueules, accompagnée en chef d'une molette de sable et chargée d'un coq du champ, becqué, crêté et barbé de gueules., |
|        | Eliot de l'Hôpital D’argent à la bande de gueules accostée en chef d’une merlette de sable.,                                                                       |
|        | Famille de l'Hôpital D'argent à la bande d'azur, une merlette de sable montant sur ladite bande.                                                                   |

## Vie Spirituelle
- 1 Enfeu et le droit de placer ses armoiries dans les vitraux de l'église de Bains-sur-Oust.
- 1 Enfeu dans la chapelle Saint-Laurent de l'église de l'Abbaye Saint-Sauveur de Redon.

## Seigneuries, terres

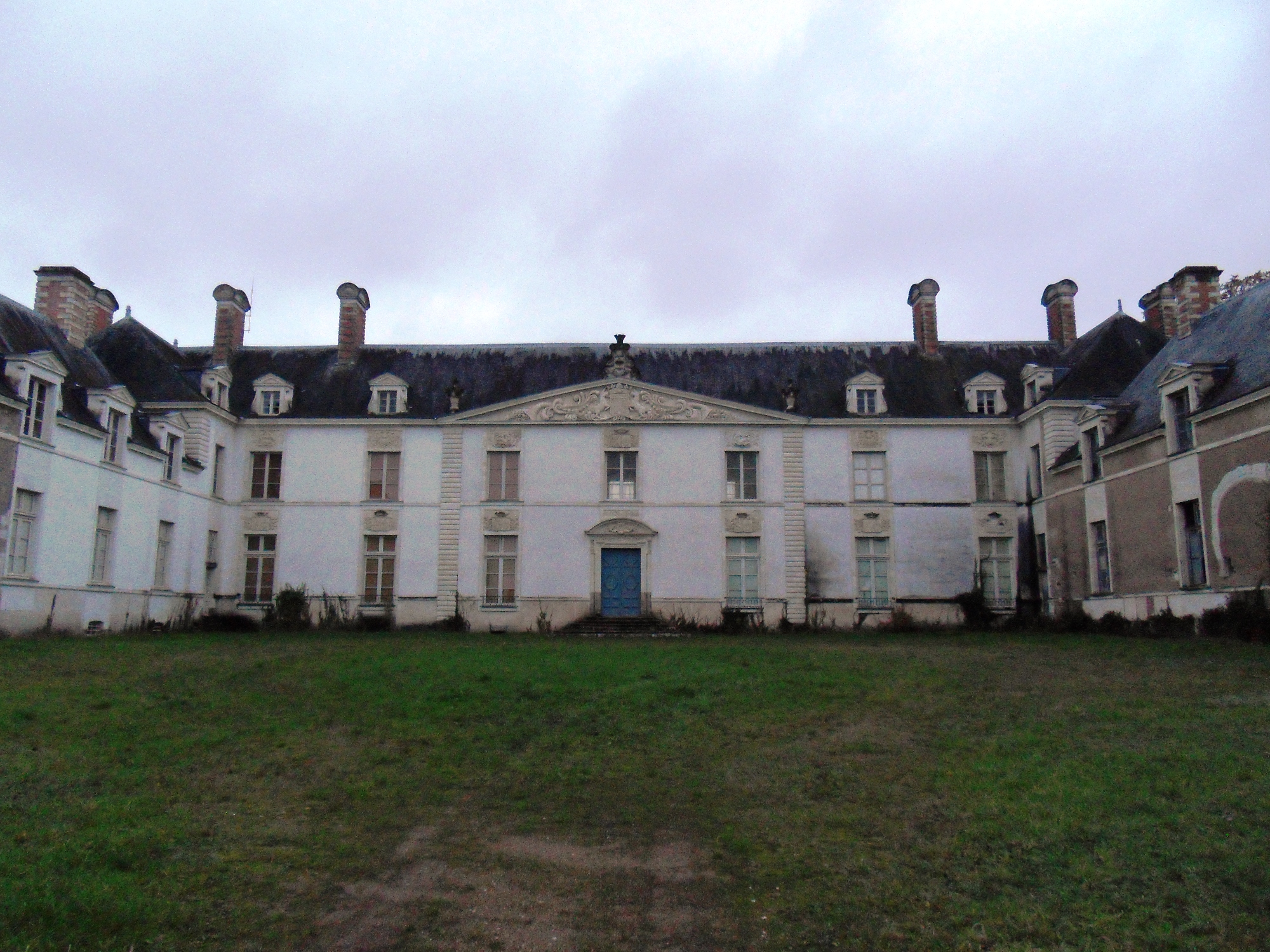
Le Château de la Seilleraye actuel date de 1671.

- Manoir de Bilair, Saint-Vincent-sur-Oust, seigneurie dès 1400 aux l'Hospital (réformation de 1427, Pierre de l'Hospital). Chapelle privée Sainte-Marguerite.
- Escoublac, acquis par achat en 1433, aveu en 1445, 1476, 1543, vente en 1553.
- Grandelos[15],
- Kergarian, Penmarc'h, village en 1613[réf. nécessaire]
- Kerlouet[15],[13],
- Rouardais, Bains-sur-Oust[15],[13]. au moins de 1403 à 1674. Garennes, colombier, moulins, bois, viviers, mestairies, fief, juridictions, sergentise et dismes[16]
- Seilleraie, Carquefou en 1553.[réf. nécessaire]